# Hidroelektrarna Boštanj
Hidroelektrarna Boštanj (kratica HE Boštanj) je ena izmed hidroelektrarn v Sloveniji; leži na spodnjem toku reke Save pri kraju Boštanj. Spada pod podjetje Holding Slovenske elektrarne d.o.o.